# 萊克瓦利 (新墨西哥州謝拉縣)
萊克瓦利（英語：Lake Valley）是位於美國新墨西哥州謝拉縣的鬼鎮。

## 歷史
萊克瓦利的郵局於1882年設立，其後於1955年停運。

## 地理
萊克瓦利所處的海拔為高於海平面1639米（即5377英呎），而該地所採用的時區為UTC-7，即北美山地时区（MST）。同時該地設有夏令時間，為UTC-7調快一小時，即UTC-6（MDT）。